# I liga seria A polska w piłce siatkowej kobiet (2000/2001)
I liga seria A polska w piłce siatkowej kobiet 2000/2001 – 65. edycja rozgrywek o mistrzostwo polski w piłce siatkowej kobiet.

## Drużyny uczestniczące
| | I liga seria A 2000/2001           |   |      |
| --- | ---------------------------------- | - | ---- |
| PIŁ | PTPS Nafta Gaz Piła                | 1 | LM   |
| MIE | Melnox Autopart Mielec             | 2 | PTT  |
| BIE | BKS Stal Bielsko-Biała             | 3 | PCEV |
| WAR | Skra Warszawa                      | 4 |      |
| GDA | Gedania Gdańsk                     | 5 |      |
| KRA | Wisła-Solidex Kraków               | 6 |      |
| WĘG | Okfens Erg Nike Węgrów             | 7 |      |
| BYD | Bank Pocztowy Centrostal Bydgoszcz | 8 |      |
| KAL | Calisia                            | 9 |      |
| | Awans z I ligi seria B             |   |      |
| WRO | Gwardia Wrocław                    |   |      |
| Oznaczenia: - kolumna pierwsza – skróty nazw drużyn wpisane na mapie (jeśli ta została zamieszczona), - kolumna trzecia – miejsce zajęte przez daną drużynę w poprzednim sezonie. |                                    |   |      |

## Klasyfikacja końcowa
| Miejsce | Drużyna                            |
| ------- | ---------------------------------- |
| 1.      | PTPS Nafta Gaz Piła                |
| 2.      | Bank Pocztowy Centrostal Bydgoszcz |
| 3.      | Calisia                            |
| 4.      | BKS Stal Bielsko-Biała             |
| 5.      | Skra Warszawa                      |
| 6.      | Gedania Gdańsk                     |
| 7.      | Melnox Autopart Mielec             |
| 8.      | Gwardia Wrocław                    |
| 9.      | Okfens Erg Nike Węgrów             |
| 10.     | Wisła-Solidex Kraków               |

     baraż z 2. zespołem serii B
     spadek do serii B